# هوب هايبارد
هوب هايبارد (بالإنجليزية: Hope Hibbard)‏ هي عالم حيوانات أمريكية، ولدت في 18 ديسمبر 1893 في ألتونا في الولايات المتحدة، وتوفيت في 12 مايو 1988.